# Stranger in This Town
Stranger in This Town è il primo album solista di Richie Sambora, chitarrista dei Bon Jovi.

## Il disco
Datato 1991, è un disco rock/blues prodotto con la collaborazione di Tico Torres alla batteria e David Bryan alle tastiere (già suoi "compagni" di band). Completa la formazione Tony Levin al basso.
Fu registrato mentre i Bon Jovi si erano presi 17 mesi di pausa: nello stesso periodo infatti anche Jon Bon Jovi pubblica il suo primo album solista: Blaze of Glory.
Si tratta di un album pregevolissimo di sincero rock blues, un po' distante dalla proposta musicale abituale del gruppo, ma che vanta episodi di elevato livello sia da un punto di vista compositivo, sia come interpretazione vocale e chitarristica.
Ballad of Youth, One Light Burning e The Answer sono state scritte insieme a Shark Frenzy.
Rosie originariamente doveva essere una canzone dei Bon Jovi: è infatti possibile trovarla in alcuni bootleg dei Bon Jovi.
Il singolo Ballad of Youth raggiunse la posizione numero #63 nelle classifiche statunitensi (Billboard Hot 100).
Rimarchevole la partecipazione del chitarrista Eric Clapton nel brano Mr. Bluesman.
The wind cries Mary è invece una reinterpretazione di un famoso brano di Jimi Hendrix.
Furono girati i seguenti video: Ballad Of Youth, One Light Burning, Stranger In This Town, Mr. Bluesman.

## Tracce
1. Rest in Peace (Richie Sambora, David Bryan) – 3:47
2. Church of Desire (Sambora) – 6:07
3. Stranger in This Town (Sambora, Bryan) – 6:15
4. Ballad of Youth (Sambora, Tom Marolda) – 3:52
5. One Light Burning (Sambora, Bruce Foster, Marolda) – 5:47
6. Mr. Bluesman (Sambora) – 5:14
7. Rosie (Sambora, Jon Bon Jovi, Desmond Child, Diane Warren) – 4:51
8. River of Love (Sambora) – 5:06
9. Father Time (Sambora, Child) – 6:04
10. The Answer (Sambora, Foster) – 5:09
11. The Wind Cries Mary (Hendrix) - 6:00

## Formazione
- Richie Sambora: voce, chitarra acustica e elettrica, arrangiamenti
- David Bryan: tastiere, arrangiamenti
- Tico Torres: batteria
- Tony Levin: basso, Chapman Stick
- Eric Clapton: assolo in Mr. Bluesman
- Randy "The Emperor" Jackson: basso
- Jeff Bova, Jimmy Bralower, Robbie Buchanan, Larry Fast, Chris Palmaro, Eric Persing: Tastiere, programming
- Rafael Padilla, Carol Steele: percussioni
- Tawatha Agee, Bekka Bramlett, Curtis King, Brenda White-King, Franke Previte, Dean Fasano: cori